# Hold On, I'm Comin'
Hold On, I'm Comin' é o primeiro álbum de estúdio da popular dupla Sam & Dave lançado em 1966.

## Faixas

### Lado 1
1. "Hold On, I'm Comin'" – 2:36
2. "If You Got the Loving" (Steve Cropper, Hayes, Porter) – 2:33
3. "I Take What I Want" (Hayes, Mabon "Teenie" Hodges, Porter) – 2:33
4. "Ease Me" – 2:25
5. "I Got Everything I Need" (Cropper, Eddie Floyd, Alvertis Isbell) – 2:56
6. "Don't Make It So Hard on Me" (Floyd, Willa Dean Parker) – 2:45

### Lado 2
1. "It's a Wonder" – 2:53
2. "Don't Help Me Out" – 3:09
3. "Just Me" (Randall Catron, ? Frierson, Parker) – 2:40
4. "You Got It Made" – 2:33
5. "You Don't Know Like I Know" – 2:40
6. "Blame Me (Don't Blame My Heart)" (Cropper, Isbell) – 2:22